# Samostan Qozhaya
Qozhaya (sirsko ܕܝܪܐ ܕܡܪܝ ܐܢܛܘܢܝܘܣ ܩܘܙܚܝܐ, arabsko دير مار أنطونيوس قزحيا), leži v okrožju Zgharta v Severnem governoratu Libanona. Pripada libanonskemu maronitskemu redu, znanemu kot Baladiti.

## Samostan svetega Antona Qozhaya
Posvečen je svetemu Antonu Puščavniku. Običajno se imenuje Qozhaya glede na dolino, v kateri je. Dolina Qozhaya skupaj z dolino Qannoubine (arabsko: قنوبين), s katero je povezana na zahodu, tvori tako imenovano dolino Kadiša.

## Etimologija
Etimologija imena Qozhaya se razlikuje glede na mnenja učenjakov. Vendar je bilo v zadnjih letih najpogosteje sprejeto sirsko poreklo, ki se približno prevaja kot zaklad življenja.

## Zgodovina
Qozhaya velja za enega najstarejših samostanov v dolini Kadiša. Ustanovljen je bil v zadnjih stoletjih Rimskega cesarstva v rimski Feniciji.
Zgodovinarji in učenjaki domnevajo, da so ta samostan najprej zgradili in začeli zasedati puščavniki v začetku 4. stoletja. Večkrat je bil izropan, zažgan in zravnan z zemljo, a še vedno ostajajo ostanki, ki segajo v 7. stoletje.
K njej je pritrjenih več eremitaž; in v določenem obdobju (verjetno 12. stoletje našega štetja) je bil sedež maronitskega patriarha.
Leta 1584 je bila v tem samostanu nameščena prva nejudovska tiskarna na Bližnjem vzhodu in tretja na splošno. Leta 1610 so natisnili dvojezični psalter v majhnem foliju na 260 straneh. Psalmi so razvrščeni v dva stolpca, na desni je besedilo v sirščini, na levi pa v arabščini, vendar napisano s sirskimi črkami, ki so znane kot Garšuni.
Leta 1708 je bil izročen novoustanovljenemu libanonskemu maronitskemu redu. Še vedno pripada temu pomembnemu redu. Qozhaya je bil na vrhuncu v prvi polovici 19. stoletja, ko mu je pripadalo več kot 300 menihov.
Qozhaya je s svojimi velikimi posestmi v dolini, v Ain-Baqri in Jedaydehu eden najbogatejših samostanov reda. Finančno prispeva k vzdrževanju manj srečnih samostanov reda.

## Kaj videti
- Jama svetega Antona Puščavnika
- Cerkev
- Muzej
- Knjižnica
- Puščavnik Mar Boula